# Коминтерн (Татищевский район)
 Коминтерн —поселок в Татищевском районе Саратовской области в составе сельского поселения Садовское муниципальное образование.

## География
Находится к югу от близлежащей железнодорожной линии Аткарск-Саратов на расстоянии примерно 20 километров по прямой на запад-северо-запад от районного центра поселка Татищево.

## История
На месте современного посёлка Коминтерн до Октябрьской революции располагался барский хутор Водинский. В 1917 году на хуторе было восемь дворов. В 1930 году на хуторе была образована артель «Коммуна», после чего сам населённый пункт был преобразован в посёлок Коммуна. В 1934 году вместо артели был создан колхоз «Коминтерн», что вновь поменяло название поселка. В дальнейшем поселок был в составе колхозов им. Маленкова и им. Калинина. Ныне население поселка постоянно сокращается, остался только магазин и почта. По другим данным с 1928 по 1929 год существовала ещё артель «Красный Пахарь».

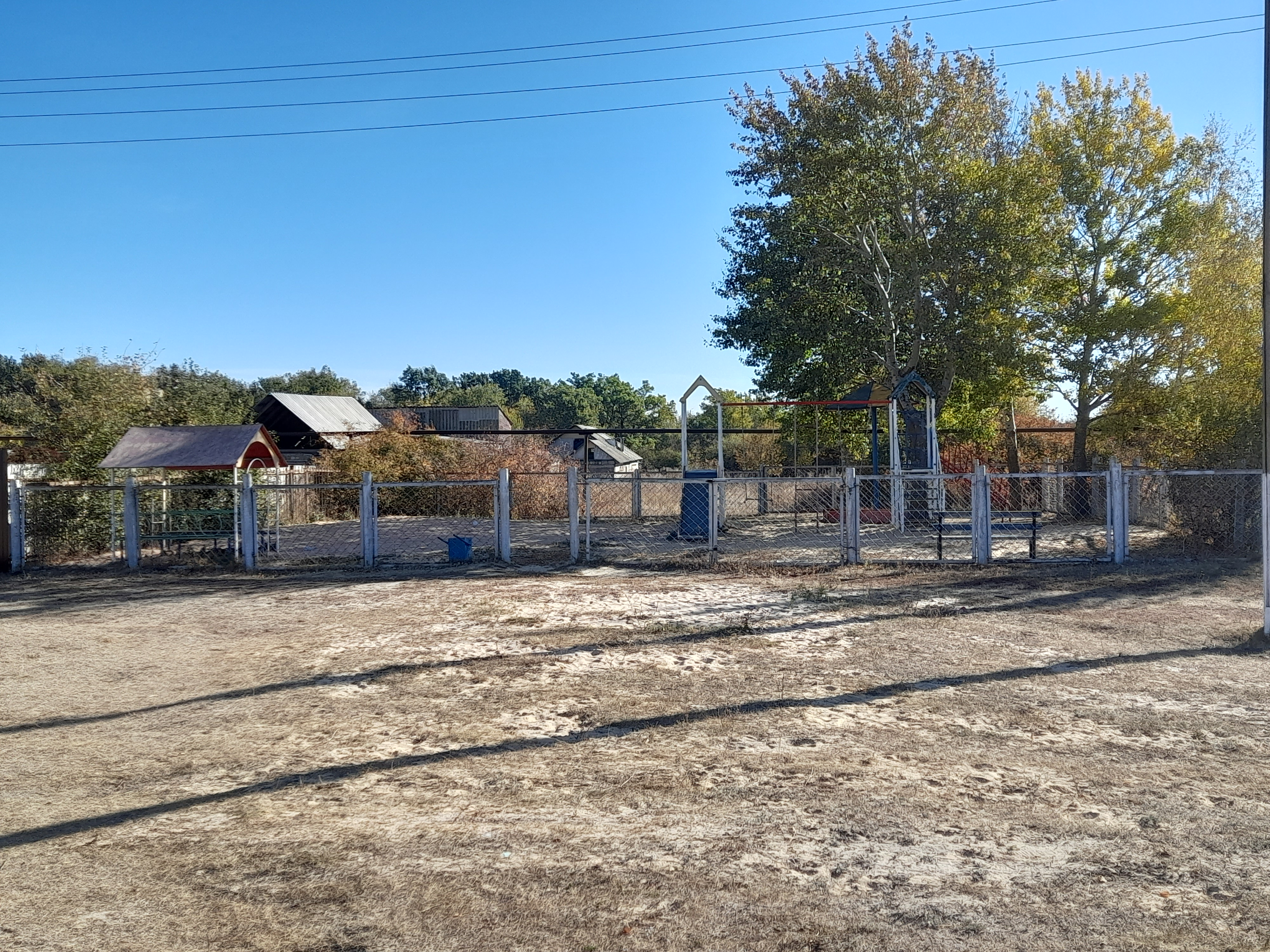
Игровая площадка в Коминтерне

## Население
Постоянное население составляло 410 человек в 2002 году (русские 69 %), 379 в 2010.